# Психоаналитическая критика
Психоаналитическая критика — это особый метод в литературоведении конца XIX в. — начала XX в., который был создан психиатром Зигмундом Фрейдом (1856 г. — 1939 г.) и развит его учениками. Данный метод базируется на теории психоанализа и использует ее терминологию.

## Теории бессознательного и влечений в учении З. Фрейда
Психоаналитическая критика опирается на следующие концепции: теория бессознательного (когда действия человека мотивируются не его разумом, а его внутренними, неосознаваемыми, мотивами) и теория влечений (когда действия человека мотивируются его сексуальными влечениями).
Бессознательное, которое оформляется в человеке до 5 лет, — это активный мотиватор действий человека, а также его психологического здоровья. Пример бессознательного в жизни ребенка — это соперничество с отцом за мать(«эдипов комплекс»), неровное отношение к отцу (любовь и ненависть одновременно) ввиду борьбы за источник удовольствия (мать). В своей монографии «Толкование сновидений» Фрейд объясняет странное поведение Гамлета именно воздействием «эдипова комплекса». По мнению ученого, датский принц также испытывал подсознательное влечение к матери и желание устранить отца. В Клавдии, отравившем его отца, женившемся на его матери, он видел отражение собственных потаенных стремлений, и поэтому он внутренне сопротивляется той миссии, которая была на него возложена, то есть мести за подлое убийство его отца. Само написание этого произведения Шекспиром Фрейд также расценил как проявление «эдипова комплекса» и связал создание трагедии «Гамлет» со смертью отца Шекспира в 1601 году.
Согласно теории З. Фрейда о влечениях, ключевым и определяющим влечением человека является сексуальное влечение. Если это влечение, с точки зрения ребенка, а затем и взрослого человека, является формально неодобряемым социумом, человек стремится дистанцироваться от этих желаний, и эти влечения в итоге не исчезают, а становятся бессознательными. Находясь в сфере бессознательного, влечения «просятся наружу», но подавляются человеком усилием воли. Это может вылиться в психические расстройства человека.

## Методы психоаналитической критики

### Ранние подходы
Фрейд написал несколько важных эссе о литературе, которые он использовал для изучения психики авторов и персонажей, объяснения нарратива загадок и разработки новых концепций психоанализа. Однако такой подход критиковался в связи с тем, что в исследованиях его и его ранних последователей разъясняются не сами художественные и литературные произведения, а скорее психопатология и биография художника, писателя или вымышленных персонажей. Многие психоаналитики среди первых приверженцев Фрейда не сопротивлялись желанию проводить психоанализ поэтов и художников. Более поздние аналитики пришли к выводу, невозможно провести психоанализ писателя по его тексту.
Ранняя психоаналитическая литературная критика часто обращалась с текстом как со сновидением. Это означает, что в тексте за очевидным (явным) содержанием скрывается его настоящее (или скрытое) содержание. Процесс перехода от скрытого к явному содержанию известен как «работа сновидения» и осуществляется за счет механизмов вымещения и сгущения. Критика строится на анализе языка и символизма текста, чтобы обратить процесс работы сновидения и прийти к скрытым, латентным мыслям. Опасность состоит в том, что такая критика склонна редуцировать, объясняя двусмысленность литературных произведений с опорой на устоявшуюся тогда психоаналитическую доктрину.

### Юнгианский анализ
Более поздние психоаналитики, такие как Карл Юнг и Карен Хорни, отошли от традиционного подхода Фрейда, и их работы, в особенности Юнга, привели к образованию других ветвей психоаналитической критики: Хорни — к феминистическому подходу, включая концепцию «зависти к матке», Юнга — к исследованию архетипов и коллективного бессознательного. Работы Юнга оказались особенно влиятельными и, в сочетании с работами антропологов Клода Леви́-Стросса и Джозефа Кэмпбелла, привели к образованию целых направлений мифокритики и анализа архетипов.

### Анализ формы
Патриция Вог пишет, что развитие психоаналитического подхода к литературе происходит при смещении фокуса внимания на содержании к ткани художественных и литературных произведений. Так, например, Хайден Уайт исследовал, как описания Фрейда соотносятся с теориями тропов девятнадцатого века, которые его работы тем или иным образом заново изобретают.
Особенно влиятельными для данного направления оказались работы Жака Лакана, использовавшего примеры из литературы для иллюстрации важнейших из предложенных им концепций. Теории Лакана поддерживали критику, которая фокусировалась не на авторе, а на лингвистических процессах текста. Внутри лакановского акцента фрейдистские теории стали отправной точкой, откуда поднимаются вопросы интерпретации, риторики, стиля и оформления.
Однако лаканистские ученые отмечали, что сам Лакан был не очень заинтересован в литературной критике как таковой, но в том, каким образом литература может иллюстрировать психоаналитические методы и концепты.

### Рецептивная критика
Среди современных подходов к психоаналитической критике развивается направление, концентрирующееся на взаимоотношениях читателя и текста, — рецептивная критика. Наиболее значимые работы в этом направлении были написаны Норманом Холландом. Его эксперименты в теории рецептивной эстетики показывают, что все люди читают литературу селективно, неосознанно проецируя на нее собственные фантазии.

### Чарльз Маврон: психокритика
В 1963 году Чарльз Маврон предложил структурированный метод для интерпретации литературных произведений с помощью психоанализа. В него входят 4 фазы:
1. Творческий процесс сродни сну наяву: он, как таковой, представляет собой миметическое и очищающее отображение внутренних желаний, наилучшим образом выражающееся и обнажающееся с помощью метафор и символизма.
2. Далее, сопоставление разных работ писателя позволяет критику определить их символические темы.
3. Эти метафорические сети являются знаками скрытой внутренней реальности.
4. Они указывают на навязчивые идеи, так же, как и в сновидениях. Последняя фаза заключается в установлении связи между произведением и личной жизнью ее автора.

В концепции Маврона, автор не может быть сведен к логически мыслящему «Я»: его биография (более или менее травматическая), культурные архетипы, заполонившие его «душу» контрастируют с его сознательным «Я». Переплетение этих двух повествований может восприниматься как здоровый и безопасный вариант отыгрывания. По сути, бессознательные сексуальные побуждения становятся символически восполненными положительным и социально приемлемым способом (процесс сублимации).

## Психоаналитическая критика в произведении З. Фрейда «Достоевский и отцеубийство»
З. Фрейд в своей работе «Достоевский и отцеубийство» рассматривал Ф. М. Достоевского не только как писателя и мыслителя, но и как невротика и грешника.
Рассматривая Достоевского как невротика, З. Фрейд подробно анализирует его эпилептические припадки, подавленность и случаи летаргического сна. По мнению психиатра, такого рода реакции организма схожи со смертью и являются симметричными наказаниями за пожелания смерти другому человеку, а именно отцу, поскольку соперничество с отцом — самое древнее. Ребенок боится показывать отцу ненависть из-за того, что он может его кастрировать в борьбе за мать, но также боится и показывать любовь, поскольку его тогда могут любить как женщину, то есть тоже кастрировать. Страх кастрации и наказаний считается нормальным, патогеническое усиление привносится лишь другим фактором — боязнью женственной установки. Ярко выраженная бисексуальная склонность становится, таким образом, одним из условий или подтверждений невроза. Эту склонность Фрейд видел у Достоевского из-за его странных нежных отношений с мужчинами, претендовавшими с ним на одну женщину.
Согласно Фрейду, у Достоевского был грех — игромания. Писатель проигрывал очень большие суммы. Проиграв свое состояние целиком, писатель начинал себя наказывать из-за большого чувства вины, и только после наказания себя и в подавленном состоянии он мог эффективно работать. Стефан Цвейг посвятил Достоевскому свое произведение «Двадцать четыре часа в жизни женщины». Анализируя его, З. Фрейд проводит аналогии между игроманией и онанизмом: игромания, ввиду активного использования рук, замещает «порок» онанизма.
Достоевский как писатель и мыслитель-этик развивается именно благодаря сублимации (то есть преобразованию влечений и вины в литературное творчество).

## Критический анализ психоаналитической критики Карла Ясперса
Карл Ясперс трактует психоанализ как гиперпонимающую психологию. Эта психология не упускает ни одной мелочи и стремится включить их в непротиворечивое толкование. В психоанализе считается, что все, что происходит с человеком, имеет смысл. Однако подобное толкование ограничивается только одним уровнем понимания: все многообразные явления жизни человека и культуры трактуются по аналогии с механизмами неврозов. В итоге доводы психоанализа оказываются теоретическими спекуляциями, недоказанными гипотезами. Следствием опоры на ошибочные принципы интерпретации становится в психоанализе принижение культуры и возвышение инстинктивной жизни. Так, человек, поверив психоанализу, может уйти от принуждения общества и вновь возвратиться к своей животной природе.